# 诗巫陨击坑
诗巫陨击坑（Sibu）是火星珍珠湾区（MC-19）位于水手谷区琼斯陨击坑东南的一座小撞击坑，其中心坐标为南纬23.3度、西经19.8度，直径17.6公里，名称取自马来西亚砂劳越诗巫市，1976年被国际天文联合会行星系统命名工作组批准接受。